# Hilmar Brinkmann
Hilmar Brinkmann (* 16. November 1939 in Rieder (Ballenstedt); † 28. Mai 1965 bei Schnackenburg) war ein Todesopfer an der innerdeutschen Grenze.

## Leben
Hilmar Brinkmann wuchs als Sohn eines Mechanikers und einer Schneiderin in Rieder auf. Nach der Schule absolvierte er eine Lehre als Feinmechaniker in der VEB Messgeräte Quedlinburg. Er gehörte der FDJ an, engagierte sich aber vor allem ehrenamtlich im Deutschen Roten Kreuz. Von 1961 bis 1964 absolvierte Brinkmann ein Diplomstudium in der Fachrichtung Betriebs-, Mess-, Steuer und Regelungstechnik an der Ingenieurschule für Feinwerktechnik in Jena. Danach arbeitet er im VEB Chemische Werke Buna in Schkopau.
Nach einem Besuch bei seiner Schwester in Magdeburg Ende Mai 1965 unternahm er einen Fluchtversuch über die Elbe. Am 8. Juni 1965 wurde seine Leiche durch die westdeutsche Wasserschutzpolizei bei Schnackenburg entdeckt. Gemäß dem Obduktionsbefund starb er durch Ertrinken oder Herzversagen, eine Fremdeinwirkung konnte ausgeschlossen werden. Brinkmanns Leiche wurde eingeäschert und die Urne zur Beisetzung zu seiner Familie in die DDR überführt.